# Amylotheca
- Commons
- Wikispecies

Amylotheca Tiegh. é um género botânico pertencente à família Loranthaceae.

## Espécies
- Amylotheca acuminatifolia
- Amylotheca agusanensis
- Amylotheca aherniana
- Amylotheca amplexans
- Amylotheca amplexicaulis
- Amylotheca angustifolia
- Amylotheca apodotrias
- «Lista completa»